# Artur Jussupow
Artur Jussupow (zuvor russisch Артур Маякович Юсупов Artur Majakowitsch Jussupow, wiss. Transliteration: Artur Majakovič Jusupov; * 13. Februar 1960 in Moskau) ist ein deutscher Schach-Großmeister russischer Herkunft.

## Turnierspieler

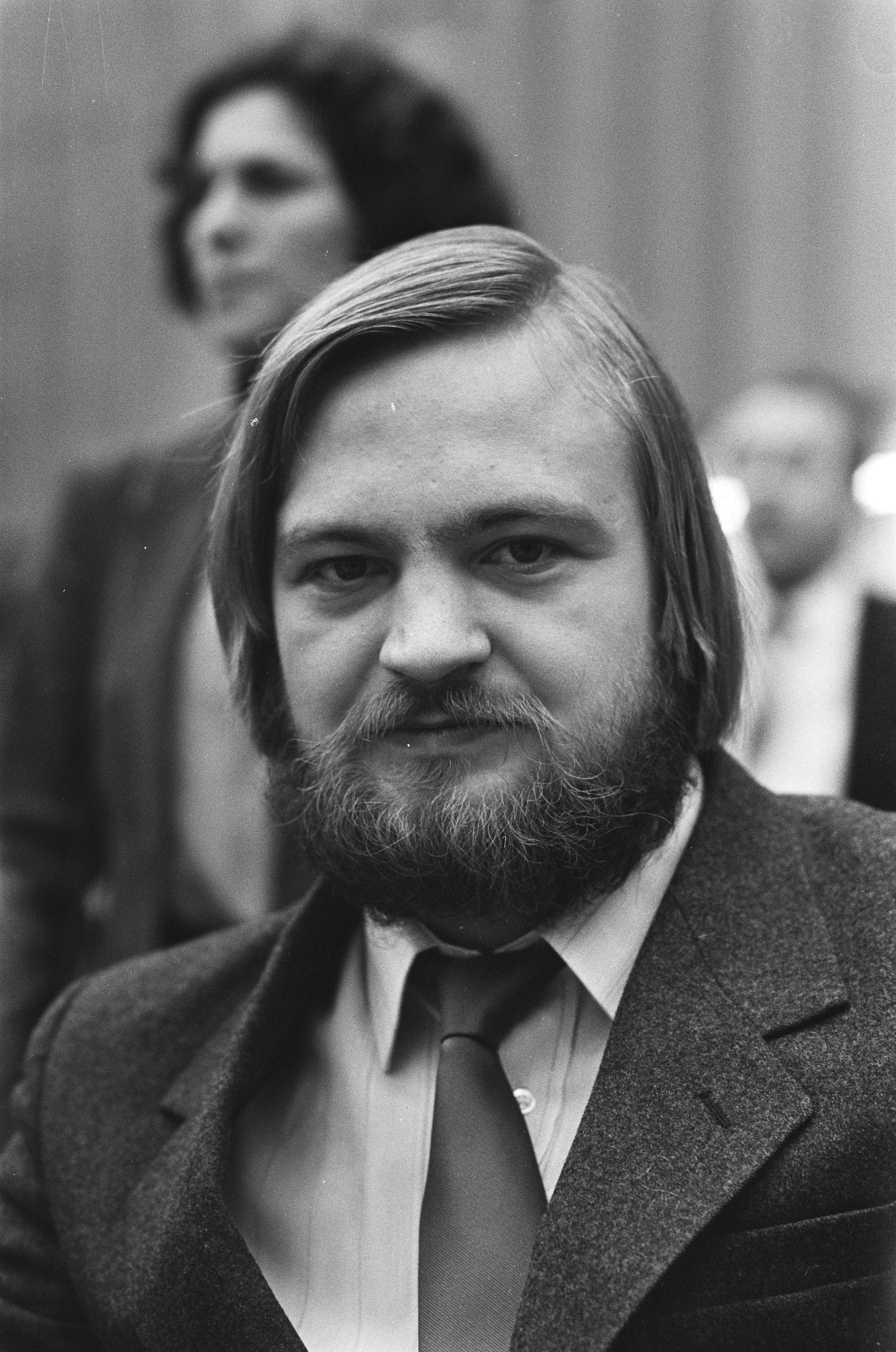
Artur Jussupow, 1986

Artur Jussupow, ein Schüler des Elitetrainers Mark Dworezki, durchlief die Sowjetische Schachschule und wurde 1977 Juniorenweltmeister U20. Bei seiner ersten Teilnahme an der Landesmeisterschaft der Sowjetunion 1979 in Minsk belegte er sensationell den zweiten Platz. Er ist seit 1980 Großmeister.

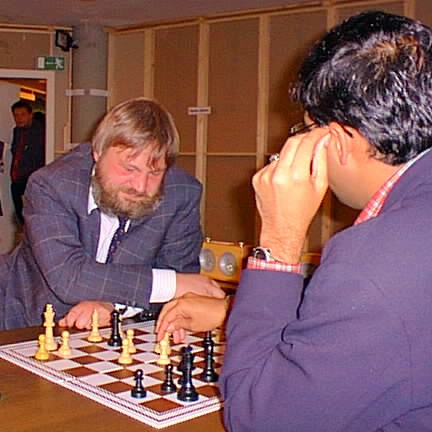
Artur Jussupow und Viswanathan Anand bei der Analyse, Dortmunder Schachtage 1997

Er nahm mehrmals an Qualifikationswettkämpfen für die Schachweltmeisterschaft teil und erreichte dabei dreimal das Halbfinale, wo er 1986 an Andreï Sokolov, 1989 an Anatoli Karpow und 1992 an Jan Timman scheiterte. Er gewann unter anderem Wettkämpfe gegen Jan Timman (1985) und Wassyl Iwantschuk (1991). Dabei gelang ihm in der Schnellpartie Iwantschuk – Jussupow, Brüssel 1991 eine berühmt gewordene Kombination.
Nachdem er im Mai 1990 bei einem Raubüberfall in Moskau lebensgefährlich verletzt wurde, siedelte er nach Deutschland über und erhielt 1996 die deutsche Staatsbürgerschaft. Zwischen 1994 und 2000 spielte er bei vier Schacholympiaden für die deutsche Nationalmannschaft. Nachdem der Weltschachbund FIDE den Konsum von Koffein als unerlaubtes Doping untersagte und entsprechende Tests bei Wettbewerben ankündigte, erklärte er seinen Rückzug aus der Nationalmannschaft. Nach Lockerung dieser Bestimmungen erklärte er sich bereit, bei der Schacholympiade in Turin 2006 wieder zu spielen.
Er spielt in der deutschen Schachbundesliga für die Schachgesellschaft Solingen. Im Januar 2005 wurde er in Basel Europameister im Schnellschach, im Februar gewann er in Altenkirchen die Deutsche Einzelmeisterschaft.
Seine beste erreichte Elo-Zahl betrug 2680 im Juli 1995; damit lag er auf Platz 11 der Weltrangliste. Seine beste Weltranglistenplatzierung war der dritte Platz, den er 1986 und 1987 hinter Garri Kasparow und Anatoli Karpow belegte, und zwar im Januar 1986 gleichauf mit Jan Timman und Rafael Vaganian, im Juli 1986 allein und sowohl im Januar 1987 als auch im Juli 1987 zusammen mit Andreï Sokolov.

## Nationalmannschaft
Mit der sowjetischen Nationalmannschaft nahm Jussupow an den Schacholympiaden 1982, 1984, 1986, 1988 und 1990 teil und gewann diese. 1986 erreichte er außerdem das beste Einzelergebnis am vierten Brett. Mit der deutschen Mannschaft nahm er 1994, 1996, 1998, 2000 und 2006 an der Schacholympiade teil und erreichte als größten Erfolg den zweiten Platz 2000 in Istanbul. An der Mannschaftsweltmeisterschaft nahm er 1985 mit dem Sieger Sowjetunion und 2001 mit Deutschland teil. Jussupow gewann außerdem mit der Sowjetunion die Mannschaftseuropameisterschaften 1980 und 1983, mit der deutschen Mannschaft erreichte er bei der Mannschaftseuropameisterschaft 1997 den fünften und bei der Mannschafts-EM 1999 den dritten Platz.

## Vereine
In den 1980er Jahren spielte Jussupow zunächst bei Burewestnik Moskau, später beim ZSKA Moskau, mit dem er 1986 und 1988 den European Club Cup gewann. Nach seiner Übersiedelung nach Deutschland spielte er in der Schachbundesliga von 1991 bis 1995 für den FC Bayern München, mit dem er 1992, 1993 und 1995 deutscher Mannschaftsmeister wurde, seit 1996 spielt er für die Schachgesellschaft Solingen, mit der er 1997 und 2016 Meister wurde. In der Schweizer Nationalliga A spielte er bis 2002 für den Schachklub Luzern, seit 2005 spielt er mit der SG Winterthur in der Nationalliga A und wurde mit dieser 2017 Schweizer Mannschaftsmeister. In der Schweizer Bundesliga spielte er von 2011 bis 2015 beim ASK Winterthur, mit dem er 2012 und 2015 Meister wurde, seit 2015 ist er für die SG Winterthur gemeldet, die mit dem ASK Winterthur fusionierte. In der niederländischen Meesterklasse spielt er seit 2000 gelegentlich bei Apeldoorn, in Frankreich spielte er zwischen 2004 und 2010 bei Évry Grand Roque und wurde mit diesem 2009 französischer Mannschaftsmeister. In der österreichischen Staatsliga A spielte Jussupow in der Saison 1998/99 beim SK Loosdorf.

## Partiebeispiel
|   | a | b | c | d | e | f | g | h |   |
| 8 |   |   |   |   |   |   |   |   | 8 |
| 7 |   |   |   |   |   |   |   |   | 7 |
| 6 |   |   |   |   |   |   |   |   | 6 |
| 5 |   |   |   |   |   |   |   |   | 5 |
| 4 |   |   |   |   |   |   |   |   | 4 |
| 3 |   |   |   |   |   |   |   |   | 3 |
| 2 |   |   |   |   |   |   |   |   | 2 |
| 1 |   |   |   |   |   |   |   |   | 1 |
|   | a | b | c | d | e | f | g | h |   |

Die folgende Partie gewann Jussupow beim Schach-Weltcup 1989 in Barcelona mit den weißen Steinen gegen den Weltmeister Kasparow.
Jussupow–Kasparow 1:0
Barcelona, 1. April 1989
Königsindische Verteidigung, E92
1. Sf3 Sf6 2. c4 g6 3. Sc3 Lg7 4. e4 d6 5. d4 0–0 6. Le2 e5 7. d5 a5 8. Lg5 h6 9. Lh4 Sa6 10. Sd2 De8 11. 0–0 Sh7 12. a3 Ld7 13. b3 f5 14. exf5 gxf5 15. Lh5 Dc8 16. Le7 Te8 17. Lxe8 Dxe8 18. Lh4 e4 19. Dc2 Dh5 20. Lg3 Tf8 21. Lf4 Dg4 22. g3 Sg5 23. Kh1 Sf3 24. Tac1 Sc5 25. Sxf3 Dxf3+ 26. Kg1 Sd3 27. Dd2 Ld4 28. Tc2 Kh7 29. h3 Tg8 30. Kh2 Dh5 31. Sd1 Se5 32. f3 Sd3 33. Se3 Sxf4 34. gxf4 Lb6 35. Df2 Dg6 36. Te2 Lc5 37. fxe4 fxe4 38. f5 Dh5 39. Td2 Tg5 40. Df4 De8 41. Sg4 1:0

## Trainer
Jussupow ist als Schachtrainer tätig und arbeitete unter anderem mit Viswanathan Anand und Vincent Keymer zusammen. Er gilt als einer der weltbesten Kenner der Russischen Verteidigung. 2005 erhielt Jussupow den Titel FIDE-Senior-Trainer.
Unter dem Titel Tigersprung auf DWZ 1500/1800/2100 veröffentlichte er ab 2007 im Selbstverlag ein mehrbändiges Lehrwerk, das auf seinen per Fernunterricht abgehaltenen Kursen für Vereinsspieler beruht.
Er gründete die Jussupow-Schachschule. Zusammen mit seiner Frau und anderen Trainern trainiert er dort Kinder und Jugendliche.

## Privates
Seit 1991 ist er mit Nadja Jussupow verheiratet (* 1970), die den Titel einer FIDE-Meisterin der Frauen (WFM) trägt. Sie haben eine Tochter Ekaterina (* 1991), die ebenfalls WFM ist, und einen Sohn Alexander (* 1993). Seine Tochter gewann im September 2006 in Bad Wörishofen die bayerischen Meisterschaften der Damen. Außerdem ist sie mehrfache deutsche Jugendmeisterin. Sohn Alexander ist mehrfacher bayerischer Jugendmeister sowie Jugendweltmeisterschaftsteilnehmer. Nadja, Ekaterina und Alexander spielen beim SK Krumbach.

## Werke
- Artur Jussupow, Mark Dworezki: Positionelles Schach: Wie man sein Stellungsgefühl trainiert. Olms, Zürich 1996, ISBN 3-283-00322-X.
- Artur Jussupow: Die russische Verteidigung. Erfolgreiche Eröffnungstheorie für die Praxis. Olms, Hombrechtikon/Zürich 1998, ISBN 3-283-00273-8.
- Artur Jussupow, Mark Dworezki: Angriff und Verteidigung: Lektionen und Materialien aus der Dworetski-Jussupow-Schachschule. Olms, Zürich 1999, ISBN 3-283-00356-4.
- Artur Jussupow, Harald Fietz, Hartmut Metz: Frankfurt Chess Classic 2000 – Premiere der Top Ten! Edition FCC, Bad Soden 2000, ISBN 3-931192-18-0, ISBN 3-931192-17-2.
- Artur Jussupow: Schachunterricht. Selbstverlag 2006, ISBN 3-933365-10-4 (Zusammenfassung von 10 früher separat erschienenen Lehrheften für den Schachunterricht, englische Ausgabe unter dem Titel Chess lessons 2004, ISBN 3-935748-07-8).
- Artur Jussupow, Mark Dworezki: Der selbständige Weg zum Schachprofi: Geheimnisse und Tips aus einer neuen Schachschule. Joachim Beyer Verlag, Eltmann 2006, ISBN 978-3-88805-481-5.
- Artur Jussupow, Mark Dworezki: Effektives Eröffnungstraining: Geheimnisse und Tips aus einer neuen Schachschule. Joachim Beyer Verlag, Eltmann 2015, ISBN 978-3-95920-011-0.
- Artur Jussupow, Mark Dworezki: Effektives Endspieltraining: Geheimnisse und Tips aus einer neuen Schachschule. Joachim Beyer Verlag, Eltmann 2016, ISBN 978-3-95920-027-1.